# Rio Cumberland
O rio Cumberland é um afluente do Rio Ohio e uma importante via fluvial do sul dos Estados Unidos. Nasce na meseta Cumberland . Com comprimento de 1106 km é um dos maiores rios dos Estados Unidos e drena uma bacia de 46 830 km² (maior que a área da Estónia). É um dos três rios principais do Kentucky, juntamente com o rio Kentucky e o rio Big Sandy.
Administrativamente, este rio banha os estados de Kentucky e Tennessee. Passa pelas cidades de:
- Pineville (Kentucky)
- Williamsburg
- Burkesville
- Nashville
- Ashland City
- Clarksville